# Нанакита
Нанакита (яп. 七北田川 нанакитагава) — река в Японии на острове Хонсю. Протекает по территории города Сендай (префектура Мияги).
Длина реки составляет 45 км, территория её бассейна — 215,3 км²(229 км²).
Согласно японской классификации, Натори является рекой второго класса.
Исток реки находится под горой Идзумигатаке (泉ヶ岳, высотой 1172 м), на границе префектур Мияги и Ямагата. В верховях реку перегораживает плотина Нанакита, образующая водохранилище площадью 50 га и объёмом 9,2 млн м³. Объединившись с притоком Хасекура (яп. 長谷倉川), она течёт на юго-восток, далее в неё впадают реки Яотоме (яп. 八乙女川), Ёгай (яп. 要害川) и Умеда (яп. 梅田川), начинающиеся в холмах к северу оттуда. После этого она протекает по северо-восточной части равнины Сендай и впадает в залив Сендай Тихого океана.
Канал Тейдзан (Тейдзан-Хори) начинается у устья реки и связывает её с устьем Натори, расположенном в 12 км к югу оттуда. Также у устья на левом берегу реки находится лагуна Гамо.
Около 43 % бассейна реки занимают леса, около 11 % — сельскохозяйственные земли, около 42 % застроено. Средний расход воды составялет 10 м³/с. Уклон реки составляет 0.0016 в верховьях и около 0.0003 в низовьях.